# Nethinius ernesti
Nethinius ernesti är en skalbaggsart som beskrevs av Reé Michel Quentin och Jean François Villiers 1979. Nethinius ernesti ingår i släktet Nethinius och familjen långhorningar. Inga underarter finns listade i Catalogue of Life.